# Vyšný Medzev
Vyšný Medzev (deutsch Obermetzenseifen, ungarisch Felsőmecenzéf) ist ein Ort und eine Gemeinde im Osten der Slowakei mit 534 Einwohnern (Stand 31. Dezember 2022).

## Geographie
Vyšný Medzev liegt im oberen Bodvatal am Südosthang des Slowakischen Erzgebirges, genauer in den Volovské vrchy, und ist durch zwei kleinere Straßen mit der zwei Kilometer entfernten Kleinstadt Medzev verbunden. Die Gegend ist durch eine Anzahl kleinerer Teiche gekennzeichnet; diese sind ein Überbleibsel der alten Hammerwerke, die in der Gegend existierten. Die Regionalhauptstadt Košice liegt etwa 35 Kilometer in östlicher Richtung.
Obwohl kein Gemeindeteil, gehört die Gemarkung Baňa Lucia östlich des Hauptortes zur Gemeinde.

## Geschichte
Die erste schriftliche Erwähnung stammt aus dem Jahr 1427, nachdem das noch im 14. Jahrhundert vereinte Metzenseifen erwähnt wurde. Seit 1628 entwickelte sich der Ort zu einer Kleinstadt und erhielt das Marktrecht während der Herrschaft von Maria Theresia. In dieser Zeit hatte der Ort seine besten Zeiten und neben Bergbau und Hammerschmiede gab es noch einige Zünfte wie z. B. eine Brauerei und andere Gewerbe wie Kohlebrennerei und Forstwirtschaft. 1828 gab es hier 220 Häuser und 1938 Einwohner. Im späten 19. Jahrhundert kam es aber zu einem wirtschaftlichen Verfall, der eine Auswanderung der Bevölkerung nach Übersee verursachte, insbesondere in die Gegend von Cleveland (Ohio).
Nach dem Zweiten Weltkrieg wurden die meisten Einwohner deutscher Abstammung vertrieben. 1960 vereinigte sich Vyšný Medzev mit Nižný Medzev zur Stadt Medzev, ist aber seit 1999 wieder selbständig. Laut der slowakischen Volkszählung von 2001 bildeten die Karpatendeutschen von den 529 Einwohnern noch eine 12,7-prozentige Minderheit.

## Sehenswürdigkeiten
- barocke römisch-katholische Maria-Magdalena-Kirche aus dem Jahr 1773, mit einem Altar, der aus dem Kloster Jasov stammt

|  |